# Щипйорно
Щипйорно (пол. Szczypiorno) — колишнє село в Каліському повіті ,  Великопольського воєводства Польщі. З 1976 року — мікрорайон в південно-західній частині Каліша.
У 1921–1924 роках в Щипйорно існував табір інтернованих вояків Армії УНР. У період 1921—1923 років тут виходив журнал «Релігійно-науковий вісник». У 1929 році полковник Армії УНР М. К. Стечишин відновив у Щипйорно 187 могил українських вояків.

## Український Військовий Цвинтар
Цвинтар був започаткований німцями 1914 року. 1922 року під час заселення табору для інтернованих воїнами УНР на цвинтарі в с. Щипйорно було поховано 197 воїнів армії Української Народної Республіки. У 1922–1923 рр. було здійснено захоронення ще близько 500 воїнів Армії УНР. Саме остання масове поховання українських вояків стало відправною точкою у справі заснування Українського Військового Цвинтаря. Так у 1923 році інтерновані вояки не маючи жодних субсидій, зайнялися цвинтарем та могилами своїх товаришів по боротьбі. У 1923 році на цвинтарі було встановлено Меморіал «Полеглим За Україну». Влада ПНР знищувала цілі кладовища чи окремі могили, особливо ті, на яких була національна символіка. Відбудова цвинтаря розпочалась лише 1992 року зусиллями українців Польщі.

### Табір інтернованих
Після укладення Ризького мирного договору Армія УНР, зраджена союзником, не мала сил для ведення подальшої збройної боротьби з більшовиками. Перетнувши річку Збруч українські вояки опинились на території республіки Польща. Близько 25 000 козаків та старшин Армії УНР були інтерновані у таборах військовополонених, зокрема і в Калішу та Щипіорно. У травні 1921 року табір воїнів Армії УНР інтернованих у Калішу відвідав диктатор Польщі Юзеф Пілсудський. Під час того візиту Пілсудський промовив до українських воїнів: «Панове, я прошу у вас вибачення. Я дуже прошу вибачення». Цей вираз було викарбувано на пам'ятній плиті, яку встановили на місці колишнього табору № 1. Після скасування статусу інтернованих, табір у Щипйорно був підпорядкований Українському Центральному Комітету у Польщі для українських військових емігрантів, інвалідів та осіб нездатних до праці. Табір дістав назву «Українська станиця». Нагляд за діяльністю станиці здійснював УЦК, також станиця отримувала субвенції від Міністерства праці та соціальної політики Польщі. Українці активно включаються в економічне життя Каліша, дехто засновує власні підприємства, дехто намагається влаштуватися найманим працівником. Українці розгортають мережу організацій самопомочі, освітніх та культурних закладів; розпочинають видання україномовних газет та журналів, починають функціонувати курси для водіїв-українців тощо.

### Поява Українського Військового Цвинтаря
Цвинтар був започаткований німцями 1914 року. У 1922 році на цвинтарі в Щипйорно було поховано понад 1200 людей. Серед них: близько 197 вояків Армії УНР, 45 англійців, 47 греків, 7 польських легіонерів, 11 колишніх вояків РІА. У 1922–1923 роках на цвинтарі було додатково поховано понад 500 воїнів Армії УНР. Останнє захоронення підштовхнуло українських воїнів у 1923 облаштувати Український Військовий Цвинтар. Перебуваючи у таборах для військовополонених за колючим дротом, та щодня відчуваючи на собі скруту та злидні, українці спромоглись зібрати чималу суму грошей. На ці кошти було упорядковано поховання, побудовано мурований паркан, зведено пам'ятник «Полеглим За Україну».

### Поховані
- Масалитинів Дмитро Григорович — полковник Армії УНР

### Лист В. Куща
У 1926 році голова Української станиці у Каліші генерал-хорунжий В. Кущ надіслав листа до голови Об'єднання польських легіонерів. У цьому листі Кущ виклав ситуацію довкола українського цвинтаря та просив фінансової допомоги для його відновлення. Нижче наведено фрагмент з листа:

## Цвинтар

Двомовний вказівник
Вказівник до цвинтаря
вул. Українська, на якій розташовується цвинтар
Український Військовий Цвинтар. Загальний вигляд
Камінь біля брами цвинтаря
Пам'ятник «Полеглим За Україну»
Відновлений хрест на могилі
Понівечений хрест
Повалений хрест на могилі
Так виглядає цвинтар
Хрест посеред поля. Колись на цьому місці були поховання воїнів Армії УНР